# Zastav vagóny

Zastav vagóny (rusky Останови вагоны – Ostanovi vagony) je (podle některých zpráv médií) hnutí aktivistů v Rusku proti invazi Ruské federace na Ukrajinu. Je součástí širšího partyzánského hnutí v Ruské federaci, je analogií železniční války v Bělorusku.
Účastníci projektu se podílejí na sabotážích na železničních tratích s cílem zabránit dodávce vojsk a vojenského materiálu na frontovou linii, a tím pádem zabraňovat vojenským akcím ruské armády. Pokyny pro sabotáž železnice způsoby bezpečnými pro osobní vlaky byly zveřejněny na kanálu Telegram.
Hnutí se přihlásilo k odpovědnosti za vykolejení vagonů v Amurské oblasti, kvůli kterému byl 29. června zastaven provoz na Transsibiřské magistrále, za vykolejení vlaku v Tveru z července, několik vagonů s uhlím v Krasnojarsku 13. července, stejně jako nákladní vlaky na Krasnojarském území ve stanici Lesosibirsk 19. července, v Machačkale v noci z 23. na 24. července (vyšetřující orgány Dagestánu považují za pravděpodobnou příčinu tohoto incidentu také sabotáž) a na Okťjabrské železnici poblíž stanice Babaevo 12. srpna. Podle mapy zveřejněné hnutím operují jeho aktivisté na více než 30 % území Ruska. 14. července 2022 byly webové stránky hnutí zablokovány Roskomnadzorem a v srpnu 2022 udělil soud v Moskvě zpravodajskému kanálu Telegram pokutu 7 milionů rublů za to, že odmítl odstranit kanál hnutí.